# Monociti
Monociti su vrsta bijelih krvnih zrnaca (leukocita), koja pripadaju monocito-makrofagnom sustavu.
Monociti su krupne, mononukleusne stanice (najveće stanice krvi), posjeduju fagocitne sposobnosti. Iz njih nastaju makrofagi, stanice s najvećom sposobnošću fagocitoze. Ove stanice provedu 10-12 sati u krvi, a zatim odlaze u druga tkiva i preoblikuju se u makrofage.
Monociti su velike stanice, promjera 15-18 μm. Jedro im je bubrežastog oblika i nije segmentirano (mononukleusne stanice). U citoplazmi se nalaze granule s enzimima. Od enzima posjeduju: kiselu fosfatazu, glukuronidazu, lizozim, neke tipove esteraza i peroksidazu. Na površini njihove stanične membrane nalaze se receptori za imunoglobuline i komponente komplementa (C3b i C5a, koje vrše opsonizaciju. Nastaju u koštanoj srži, a putem krvi dospijevaju u sve dijelove organizma, gdje napuštaju krvotok, odlaze i transformiraju se u makrofage. Monociti čine 5-8% leukocita u perifernoj krvi.
Monociti mogu vršiti fagocitozu mikoorganizama. Opsonizacijom mikroorganizama putem komponenata sustava komplementa: C3b i C5a, kao i putem antitijela može se olakšati proces fagocitoze (monociti posjeduju receptore za ove supstance). Od monocita nastaju makrofagi, stanice s najvećom sposobnošću fagocitoze. Makrofagi nemaju samo ulogu u fagocitozi, već služe kao antigen prezentirajuće stanice i izlučuju velike količine citokina.